# Ammonstraße (Dresden)
Die Ammonstraße ist eine Innerortsstraße mit Hauptstraßenfunktion im Stadtzentrum von Dresden. Sie liegt in Gänze in der Gemarkung Altstadt I und im statistischen Stadtteil Wilsdruffer Vorstadt/Seevorstadt-West. Der nördlich der Falkenstraße gelegene Teil wird dabei zur Wilsdruffer Vorstadt gezählt, der Abschnitt südlich davon gehört zur Seevorstadt.

## Verkehr
Die Ammonstraße ist Teil des 26er Rings, der um die inneren Dresdner Vorstädte herumführt. Den Namen Ammonstraße trägt diese Ringstraße von ihrem westlichsten Punkt an der Ehrlichstraße bis zum Beginn des Tunnels unter dem Wiener Platz nahe dem Dresdner Hauptbahnhof. Damit ist sie die Verbindung zwischen Könneritz- und Wiener Straße. Die Ammonstraße leitet den Verkehr südwestlich um die Innenstadt herum. 
Nahezu auf ihrer gesamten Länge – ab der höhenfreien Kreuzung mit der Budapester Straße bis zu ihrem Übergang in die Könneritzstraße – ist die Ammonstraße Teil der Bundesstraße 173. Eine weitere wichtige Kreuzung ist die mit der Freiberger Straße etwa 700 Meter nordwestlich der Brücke Budapester Straße. Die Gleise der Straßenbahn Dresden, die entlang der Straße mehrere Haltestellen hat, verlaufen westlich bzw. südwestlich weitgehend parallel zur Ammonstraße, die abschnittsweise vierspurig ausgebaut ist. Die Stadt bewirtschaftet an der Ammonstraße einen Parkplatz für Reisebusse, der auch Ausgangspunkt für Linienbusse des Regionalverkehrs Sächsische Schweiz-Osterzgebirge ist. Der S-Bahn-Haltepunkt Dresden Freiberger Straße liegt ebenfalls an der Ammonstraße.

## Geschichte

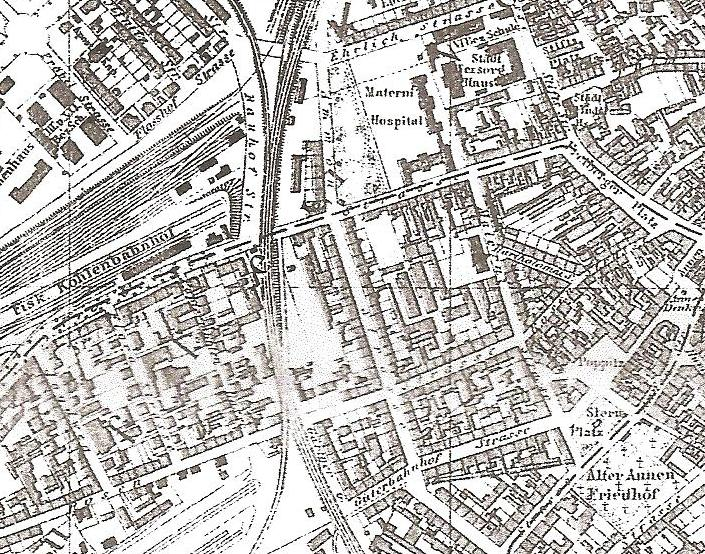
Die Ammonstraße auf einem Stadtplan des Jahrs 1898

Die Ammonstraße auf einem Stadtplan des Jahrs 1927

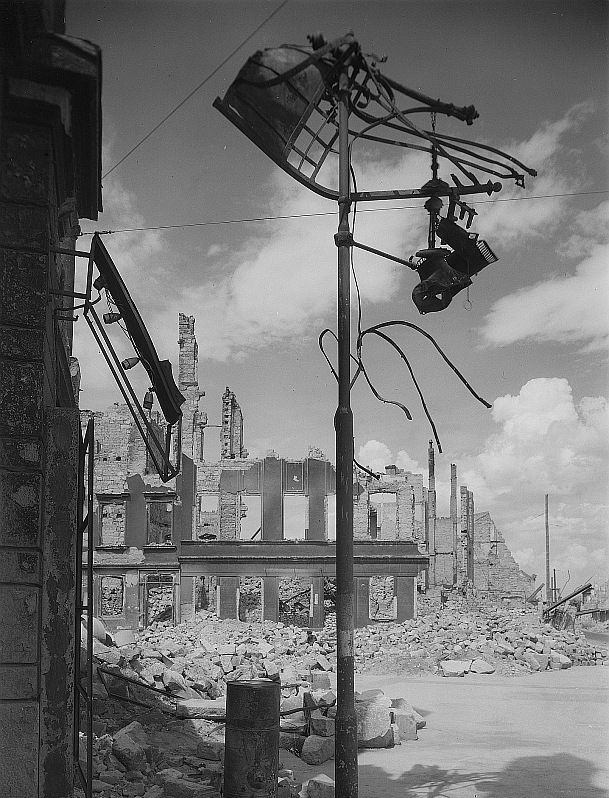
Trümmer von Gebäuden an der Ammon-/Ecke Falkenstraße nach den Luftangriffen auf Dresden

Die Ammonstraße entstand durch Ausbau aus dem südwestlichen Teil des sogenannten Environwegs, dem Vorläufer des 26er Rings, der um die Innenstadt herumführte. Im Jahr 1855 erhielt dieser Abschnitt den heutigen Namen Ammonstraße nach dem protestantischen Theologen Christoph Friedrich Ammon (1766–1850), der längere Zeit ein Gartengrundstück an dem alten Environweg besaß, in dem er im Sommer auch wohnte. Ammon hatte von 1813 bis 1849 als sächsischer Oberhofprediger in Dresden gewirkt.
Ab der Zeit ihrer Benennung verdichtete sich auch die Bebauung entlang der Straße. Bis in die 1870er Jahre hinein entstanden im nordwestlichen Teil der Straße größtenteils Wohnhäuser, in geschlossener Bauweise aneinandergereiht. Der Weißeritzmühlgraben floss bis 1937 etwa in Höhe Güterbahnhofstraße unter der Ammonstraße hindurch. Im Bereich der heutigen Brücke Budapester Straße befanden sich auf der südlichen Straßenseite der Ammonstraße mehrere Schulbauten sowie die Dresdner Taubstummenanstalt. Direkt östlich davon, in Höhe der Großen Plauenschen Straße, lag der Plauensche Platz, der einzige Platz entlang der Ammonstraße. Dort mündeten aus Süden die Bergstraße (ab 1894 Kohlschütterstraße) und aus Südwesten die Chemnitzer Straße (nach dem Zweiten Weltkrieg durch die Budapester Straße ersetzt) ein. Östlich des Plauenschen Platzes standen Häuser in offener Bauweise.
Infolge der verheerenden Luftangriffe auf Dresden im Februar 1945 wurden nahezu alle Gebäude entlang der Ammonstraße zerstört bzw. schwer beschädigt und später abgerissen. Dies betraf unter anderem den von Gottfried Semper errichteten Flügel des Maternihospitals und auch das Anwesen Ammonstraße 9, in dem sich das Atelier des Bildhauers Hermann Kress befand, der dabei sein künstlerisches Gesamtwerk verlor. Die entstandenen Freiflächen wurden jahrzehntelang nicht wieder neubebaut, größtenteils sind sie bis in die Gegenwart (Stand: 2013) teils mit Bäumen bepflanzte Rasen- oder Brachflächen geblieben. Stattdessen erhielt die Straßenbahn Dresden ein separates Gleisbett weiter südwestlich, wo vorher Häuser gestanden hatten. Auch der Raum für den ausgedehnten Busparkplatz war auf diese Weise entstanden. Von 1963 bis 1967 wurde die Brücke Budapester Straße gebaut, die auch die Ammonstraße überspannt. Bis 2005 wurde die Ammonstraße zwischen Rosen- und Budapester Straße ausgebaut.

## Bebauung

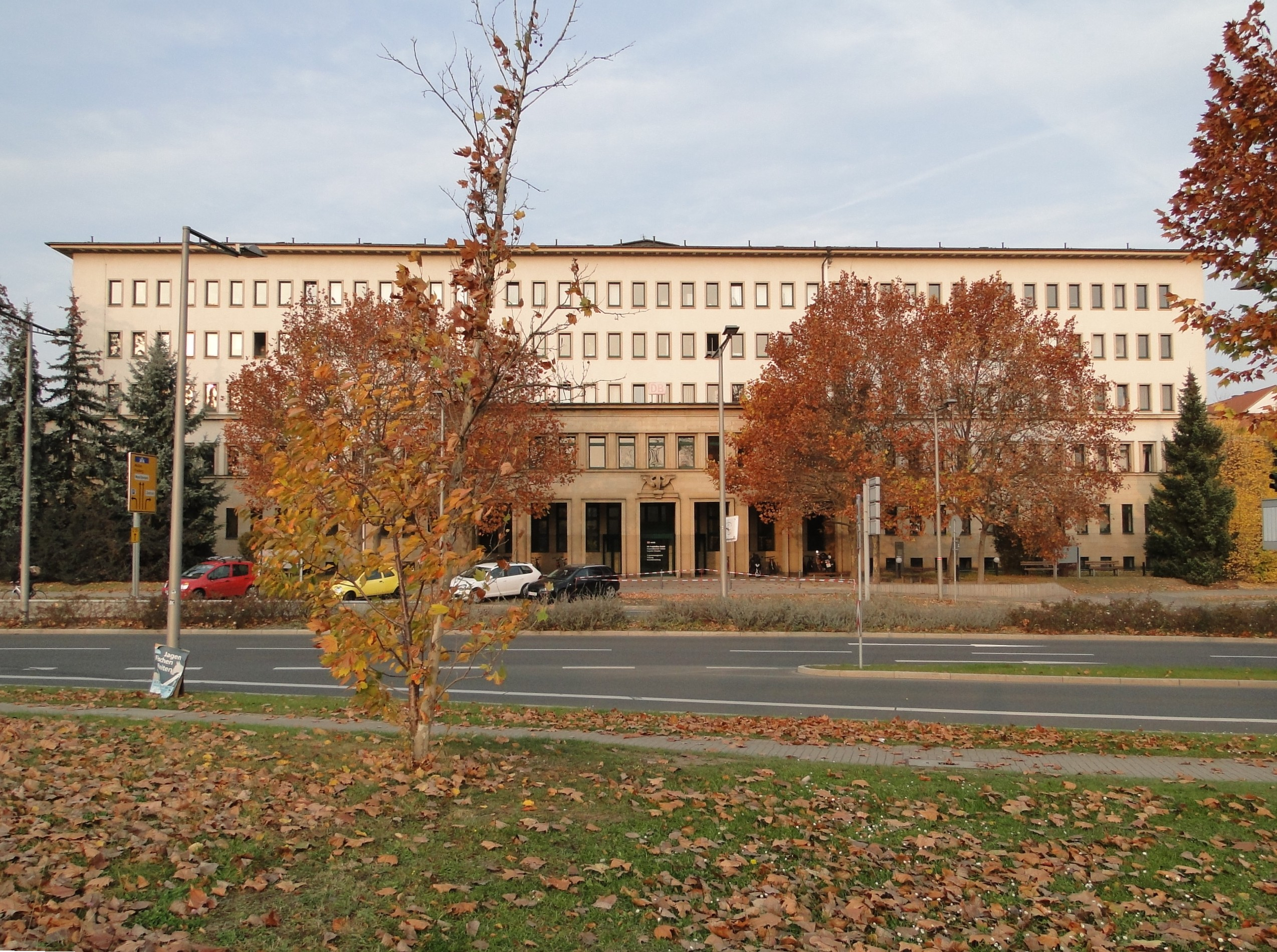
Ehemaliges Verwaltungsgebäude der Landesbauernschaft und ehemaliger Sitz der Reichsbahndirektion Dresden, Ammonstraße 8, 2011

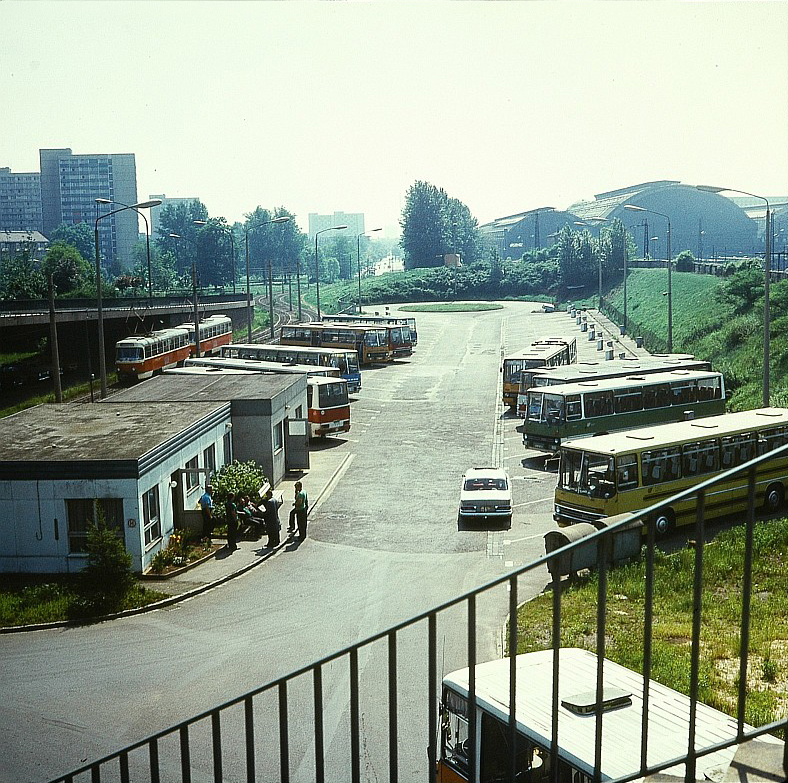
Dresdner Busbahnhof an der Ammonstraße, im Hintergrund rechts der Dresdner Hauptbahnhof, 1983

Aus der Zeit vor dem Zweiten Weltkrieg blieb an der Ammonstraße nur ein Gebäude erhalten: Das Haus mit der Nummer 8 entstand von 1936 bis 1938 als 
Verwaltungsgebäude für die dem Reichsnährstand unterstehende Landesbauernschaft Sachsen nach Plänen von Otto Kohtz; Herbert Volwahsen versah es mit Reliefs. Nach dem Krieg wurde es mehr als zwei Jahre lang zum neuen Sitz der Reichsbahndirektion Dresden wiederauf- bzw. umgebaut und am 15. Mai 1948 in seiner neuen Bestimmung eingeweiht. Heute ist es das einzige Bauwerk an der Ammonstraße, das unter Denkmalschutz steht (vgl. Liste der Kulturdenkmale in Altstadt I).
Benachbart ist die Hausnummer 10, ein nach der Wende errichtetes Bürogebäude. Alle weiteren stadtseitigen Bauten, die zwischen Reitbahn- und Rosenstraße nahe der Ammonstraße stehen, sind in den 1950er und -60er Jahren errichtete Wohnhäuser und gehören zu den Nebenstraßen. Das nächste zur Ammonstraße zählende Gebäude ist das zehngeschossige Wohnhaus mit der Hausnummer 66. Die Nummern 70 bis 74 sind an das sich anschließende World Trade Center Dresden vergeben, einen von 1993 bis 1996 errichteten Büro- und Geschäftskomplex, in dem unter anderem die Comödie Dresden, die Städtischen Bibliotheken Dresden und das Unternehmen Städtebahn Sachsen ihren Sitz haben. Zwischen Freiberger und Ehrlichstraße liegt noch der 1995 anstelle des Semperschen Maternihospitalflügels errichtete Neubau des Elsa-Fenske-Heims.
Zu den insgesamt nur vier Gebäuden auf der landwärtigen Straßenseite (ungerade Hausnummern) gehört die Ammonstraße 25, wo das Unternehmen Regionalverkehr Sächsische Schweiz-Osterzgebirge einen Sitz hat. Es steht in Nachbarschaft zu dem aus einem alten Busbahnhof hervorgegangenen Busparkplatz. Ein weiteres Gebäude dort ist der Ammonhof (Hausnummer 35), der u. a. als Funkhaus des Senders Radio Dresden und Zentrale des Sachsen Funkpakets dient.